# Americká vojenská intervence v Sýrii
Spojené státy americké provedly intervenci do Syrské občanské války s cílem bojovat proti teroristické organizaci ISIS s kódovým názvem Operace Inherent Resolve, v jejímž podporují syrské povstalce  a Syrské demokratické síly vedené Kurdy, které bojují proti Islámskému státu a do roku 2024 i proti režimu syrského prezidenta Bašára al-Asada.

## Průběh

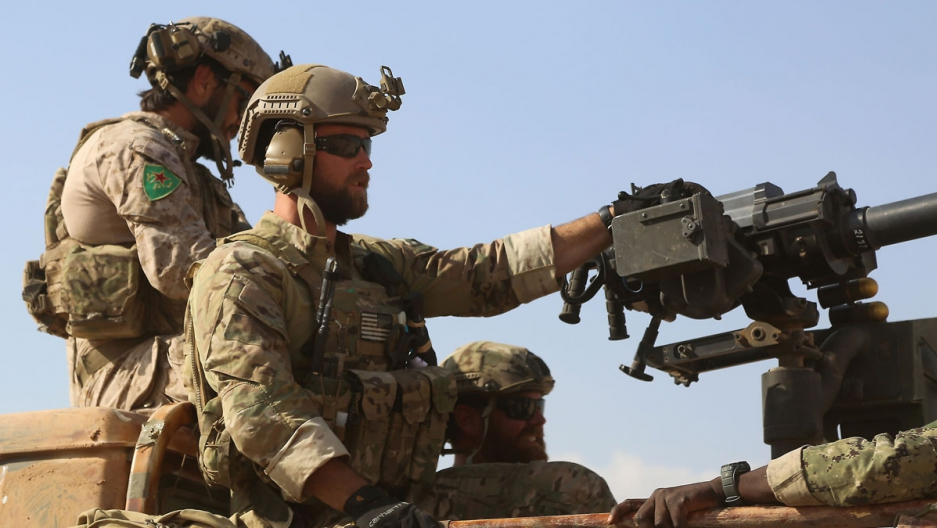
Americké speciální jednotky ve městě Rakka, květen 2016

Spojené státy se zprvu zdráhaly výrazněji do syrského konfliktu zasáhnout, přestože již od počátku proudila z finanční podpora vybraným opozičním vůdcům. Ač šlo původně pouze o pomoc nevojenského charakteru, převážně o jídlo a zdravotnické potřeby postupně se forma pomoci proměnila v primárně vojenský charakter. Ke konci roku 2014 se Obamova administrativa rozhodla k dalšímu kroku, jak posílit pozice umírněné opozice, kdy oficiálně oznámila záměr cvičit a vyzbrojovat její bojovníky. Současně došlo k zahájení leteckých úderů amerických sil na pozice Islámského státu.
Přestože prezident Obama původně slíbil, že americké pozemní jednotky nevkročí na syrskou půdu, v říjnu 2015 vyslal do Sýrie 50 příslušníků speciálních sil za účelem poradenství a výcviku. V dubnu 2016 je posílilo dalších 250 příslušníků. Počet amerických jednotek i nadále rostl; v roce 2019, kdy již byl prezidentem Donald Trump, byl zhruba 900 až 1000; a v roce 2024 ministerstvo obrany oznámilo, že v Sýrii je již nasazeno 2000 vojáků.